# Platysteira
Platysteira là một chi chim trong họ Platysteiridae.